# Harmonic Worlds
Harmonic Worlds je nahrávka Davida Hykese. Jedná se o vůbec první dlouhohrající nahrávku, pořízenou Davidem Hykesem společně s jeho sborem Harmonic Choir od úspěšného prvního alba Hearing Solar Winds z roku 1983. Na této nahrávce dochází k dalšímu rozšiřování horizontů Hykesova stylu, prezentuje zde sedm tzv. harmonických modů, které vytvořil v nedávné době jako určité formální předpisy, podle kterých nyní vznikají jeho skladby a improvisace.

## Seznam skladeb
1. Harmonic World: Mode 27
2. Harmonic World: Mode 6
3. Harmonic World: Mode 31
4. Harmonic World: Mode 23
5. Harmonic World: Mode 16
6. Harmonic World: Mode 18
7. Harmonic World: Mode 3

## Hudebníci
- David Hykes - zpěv, umělecká režie
- Timothy Hill - zpěv
- Seth Markel - zpěv
- Bob Muller - perkuse
- Ev Mann - perkuse